# 日詰車站
日詰車站（日语：／ Hizume eki */?）是一由東日本旅客鐵道（JR東日本）所經營的鐵路車站，位於日本岩手縣紫波郡紫波町北日詰字八反田。日詰是JR東日本東北本線沿線的一個車站，管轄上位於JR東日本盛岡支社的範圍之內，是個由盛岡車站管理，並委由JR東日本子公司Jaster（ジャスター）所經營的業務委託車站，設有綠窗口（みどりの窓口）。

## 車站結構
側式月台1面1線與島式月台1面2線，合計2面3線的地面車站。各月台以跨線天橋連接。

### 月台配置
| 月台 | 路線      | 方向 | 目的地           | 備註                               |
| ---- | --------- | ---- | ---------------- | ---------------------------------- |
| 1    | ■東北本線 | 上行 | 一之關方向       |                                    |
| 2、3 | ■東北本線 | 下行 | 一之關、盛岡方向 | 2號月台只限此站始發與1班上行列車。 |

## 相鄰車站
東日本旅客鐵道
■東北本線
□快速「濱百合」「阿弖流為」
通過
■普通
石鳥谷－日詰－紫波中央

## 外部連結
- （日語）日詰車站（JR東日本） （页面存档备份，存于）